# Playa Azul (Michoacán)
Playa Azul (dt.: Blauer Strand) ist ein Ort am Pazifischen Ozean im mexikanischen Bundesstaat Michoacán.
Die Stadt lebt vom Fischfang und Tourismus und ist geprägt von der Nähe zum wichtigen mexikanischen Seehafen Ciudad Lázaro Cárdenas.